# بلانکا سی‌اچ-۲۰۰
بلانکا سی‌اچ-۲۰۰ (به انگلیسی: Bellanca_CH-200) یک هواگرد ملخ‌پیشین تک‌موتوره از نوع ترابری غیرنظامی ساخت شرکت Bellanca است. هواگرد بلانکا سی‌اچ-۲۰۰ نخستین پروازش را در ۱۹۲۸ میلادی انجام داد.
طراح این هواگرد، Giuseppe Mario Bellanca بود.